# Ariëlle van Meurs
Ariëlle van Meurs (16 de septiembre de 1974) es una deportista neerlandesa que compitió en ciclismo de montaña en la disciplina de campo a través. Ganó una medalla de plata en el Campeonato Europeo de Ciclismo de Montaña en Maratón de 2007.

## Medallero internacional
| Campeonato Europeo | Campeonato Europeo      | Campeonato Europeo | Campeonato Europeo |
| Año                | Lugar                   | Medalla            | Competición        |
| ------------------ | ----------------------- | ------------------ | ------------------ |
| 2007               | Sankt Wendel (Alemania) | Medalla de plata   | Campo a través     |